# 阿德萊德慶典中心
阿德萊德慶典中心（英語：Adelaide Festival Centre）是澳洲阿德萊德首座多用途藝術設施，並且是南澳州演藝業界的主場館。慶典中心座落托倫斯河畔，位於市中心英皇威廉街及北邊臺的交界處，並毗鄰南澳州議會大樓、阿德萊德會展中心及阿德萊德車站等建築。中心主建築群與市中心的街道佈局構成45°角，並以其銀白色屋頂最為矚目。

## 歷史
及至1960年代末，兩年一度的阿德萊德藝術節規模逐漸擴大，而市內的固有場館也無法應付此需求。有見及此，南澳州著名舞蹈家及演員羅伯特·赫爾普曼向時任州長鄧士騰建議在市內興建一座新藝術中心。下一任州長賀士調將其選址於托倫斯河畔的地段，此決定起初受部分民衆反對，但工程仍按計劃於1970年4月動工。
整個計劃的工程為期十年，分三期進行。中心的主大樓－慶典劇院－於1973年竣工，其造價在預算的一千萬澳元之內；整個計劃則耗資二千一百萬澳元，並被譽為是全國音響效果最佳的表演場館之一。
中心內的南方廣場於1977年3月竣工。廣場內的互動式雕塑由西德藝術家Otto Hajek設計，積木般的立方狀以及鮮豔的塗漆隱蔽著空調設施的通風口，同時亦為市民提供一個有趣的集會場地。可是阿德萊德的市民對此設計反應冷淡，而廣場至今仍是市內使用率最低的公共場地之一。

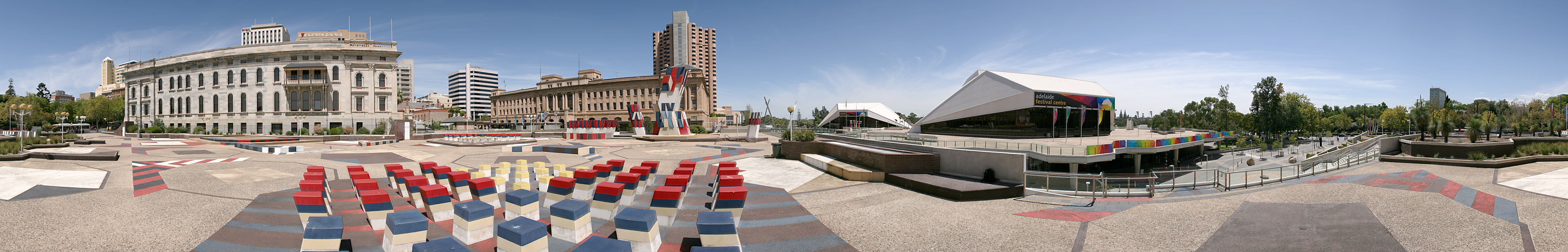
南方廣場全景，左至右：南澳州議會大樓、City Sign、阿德萊德火車站以及阿德萊德慶典中心

## 場館
慶典中心內有數座劇院，可容納總共5000人。
- 慶典劇院（Festival Theatre）可容納2000人，被被譽為南半球音響效果最佳的劇院之一。
- 鄧士騰劇院（Dunstan Playhouse）分兩層，可容納620人。
- 太空劇院（Space Theatre）可容納400人。
- 露天劇場可容納600人。

此外，慶典中心還設有宴會廳以及可供擺放藝術展品的空間。

## 近期發展
南澳州政府從2003年起重新發展慶典中心附近一帶。未受歡迎的慶典廣場被重新設計，而當局亦興建了一條行人懸索天橋以連接廣場以及附近的河濱區，及設置少量茶座、餐廳及零售店鋪等。此一系列舉動原意是為了吸引更多遊人前往廣場一帶，但本來預留作茶座及商店的空間卻改為會展中心的泊車位，而該區的遊人數目仍維持於偏低的水平。

## 外部連結

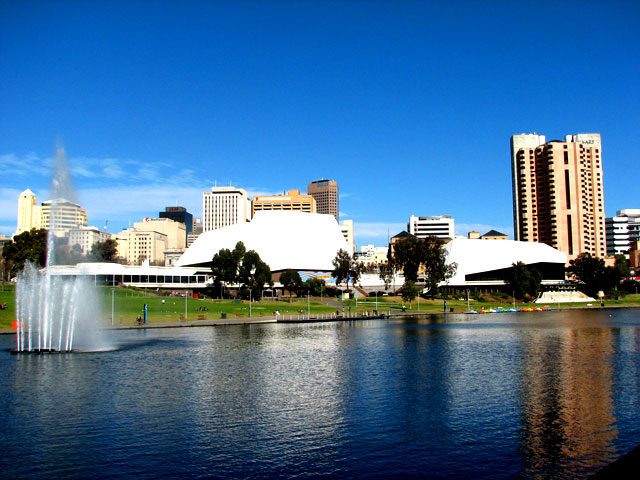
阿德萊德慶典中心

- Adelaide Festival Centre （页面存档备份，存于）

34°55′10″S 138°35′52″E / 34.91944°S 138.59778°E
Template:阿德萊德地標